# Maguilla
Maguilla es un municipio español, perteneciente a la provincia de Badajoz (comunidad autónoma de Extremadura).

## Situación
Se trata de un reducido núcleo correspondiente a la comarca de Campiña Sur, situado en las inmediaciones de Berlanga, en terrenos aledaños a Andalucía. Pertenece al Partido judicial de Llerena.
Limita con las poblaciones de Azuaga, Berlanga, Valencia de las Torres y Campillo de Llerena.

## Historia
Según Ortiz de Thovar "es fundación de moros de Málaga" quienes la nombraron Malaguilla; de donde derivaría el de Maguilla que el mismo autor afirma aparece ya a finales del siglo VIII. 
En 1594 formaba parte de la provincia León de la Orden de Santiago como aldea de Llerena, junto con La Higuera y Cantalgayo. 
La población se mantuvo en torno a las 200 casas, unos 800 habitantes. Recuperó su carácter de núcleo independiente en tiempos de Felipe V.
A la caída del Antiguo Régimen la localidad se constituye en municipio constitucional en la región de Extremadura. Desde 1834 quedó integrado en el Partido judicial de Llerena. En el censo de 1842 contaba con 120 hogares y 410 vecinos.

## Demografía
El municipio tiene una superficie de 97.87 km2. En 2022 tenía una población de 961 habitantes y una densidad de 9.81 hab/km2.
| Gráfica de evolución demográfica de Maguilla entre 1842 y 2021                                                        |
| |
| Población de derecho según los censos de población del INE. Población de hecho según los censos de población del INE. |

| Gráfica de evolución demográfica de Maguilla entre 1998 y 2022 |
|                                                                |
| Población a 1 de enero según el padrón municipal del INE.      |

## Economía
Hay un predominio del sector agrario que acoge al 72.9% de la población activa, seguido por el sector servicios 16,1%, la construcción un 6,7% y la industria un 4,3%.
Predomina el cultivo de tipo agrícola, del mismo modo el olivar y el viñedo se cultivan de forma destacada.
De la ganadería destacan el porcino seguido del ovino, bovino, caprino y aves.

## Clima
El clima es de tipo mediterráneo continentalizado. La temperatura media anual es de 15.3 °C. Los inviernos suelen ser fríos, con una temperatura media de 7.3 °C y con frecuentes heladas, pudiendo registrarse nevadas en ocasiones. Por el contrario, el verano es seco y caluroso con una temperatura media estacional de 24.2 °C. La precipitación media es de 586 mm., siendo la estación más lluviosa el invierno (227.6 mm.) y la más seca el verano.

## Patrimonio
Iglesia parroquial católica bajo la advocación de Nuestra Señora de Gracia, en la Archidiócesis de Mérida-Badajoz.

## Ilustres vecinos
- Juan Uña Gómez (1838–1909) pedagogo, abogado y político del equipo fundador de la Institución Libre de Enseñanza y activista intelectual de la revolución de 1868.[9]
- Candido Sanz Vera. Falleció en 2016 en Valencia  y sus cenizas están depositadas en el cementerio de Maguilla. Fue un escritor de la posguerra que vivió hasta los 19 años en la zona y a esa edad se trasladó a vivir a Madrid y a Brasil y Suiza residiendo los últimos años de su vida en la ciudad de Valencia. Sus libros hablan sobre todo de la cruda realidad de la pobreza en los años anteriores y posteriores a la guerra civil. La casa de la cultural de Aceuchal tiene su nombre.